# دنیل باوتیستا
دنیل باوتیستا (اسپانیایی: Daniel Bautista‎؛ زادهٔ ۴ اوت ۱۹۵۲) دونده دو پیاده‌روی سرعت اهل مکزیک بود.